# Sam van der Ven
Sam van der Ven (5 september 1989) is een Nederlands hockeyer die uitkomt voor HGC. Eerder speelde hij voor HDM.
Van der Ven debuteerde op 13 maart 2014 voor Oranje in een interland tegen België. Met de nationale ploeg werd hij Europees kampioen in 2017 en won hij zilver tijdens het wereldkampioenschap 2018.

## Internationale erelijst
- Europees kampioenschap 2017 Amstelveen, Nederland
- Wereldkampioenschap 2018 Bhubaneswar, India
- Champions Trophy 2018 Breda, Nederland
- Hockey Pro League 2019 Amstelveen, Nederland
- Europees kampioenschap 2019 Antwerpen, België